# Palais Schey von Koromla

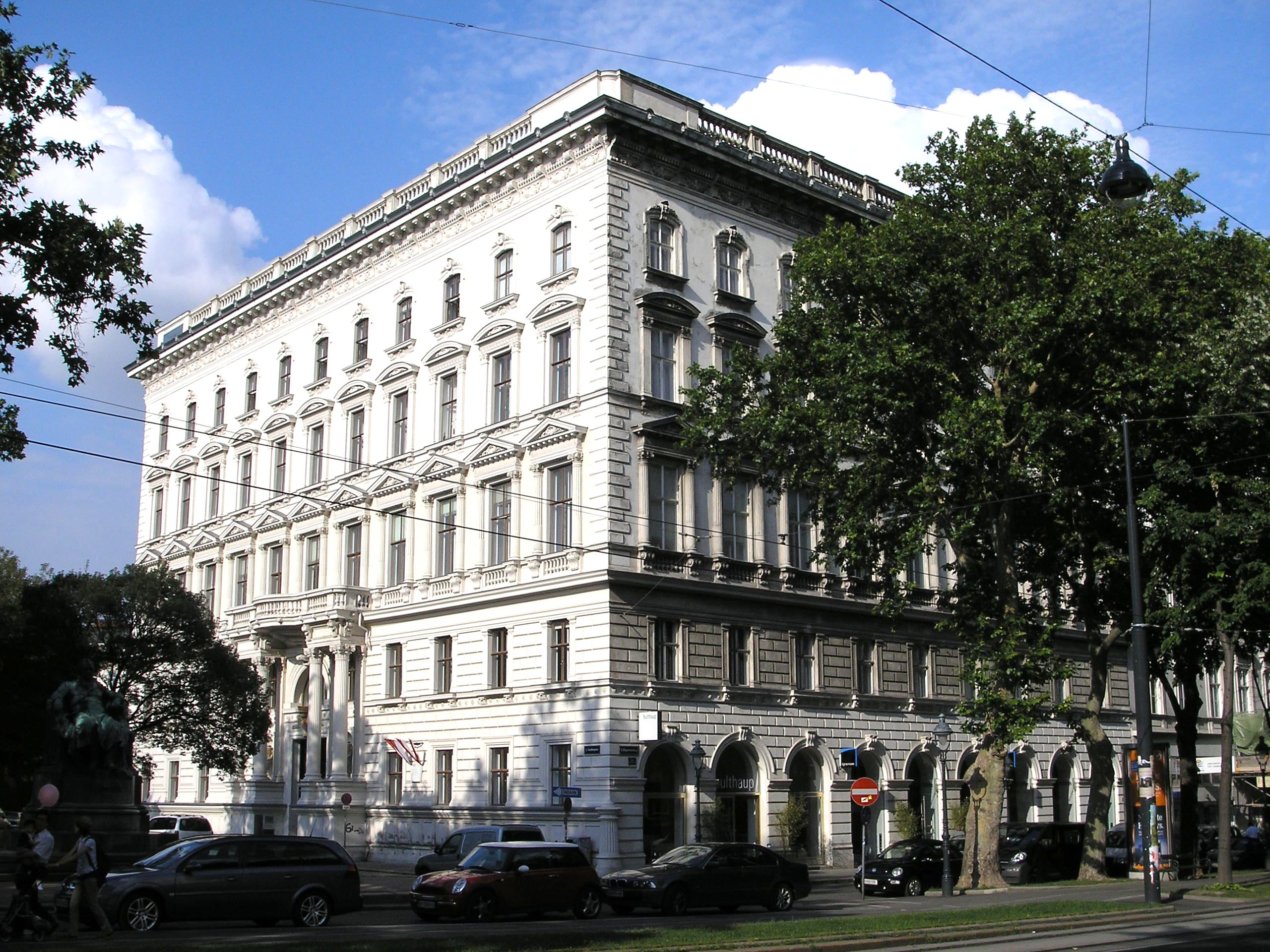
Palais Schey von Koromla; links die Goethegasse mit dem Hauptportal, rechts der Opernring

Das Palais Schey von Koromla ist ein historistisches Palais an der Ecke Goethegasse 3 / Opernring 10 in Wien, Innere Stadt (1. Bezirk).
Es wurde 1863/64, im Zuge der Errichtung der 1865 von Kaiser Franz Joseph I. eröffneten Wiener Ringstraße um die historische Altstadt, von Johann Julius Romano und August Schwendenwein im Auftrag von Friedrich Freiherr Schey von Koromla (1815–1881) erbaut. Fünf Jahre später, 1869, wurde einen Häuserblock weiter die heutige Wiener Staatsoper eröffnet.
Das Gebäude ist ein fünfgeschoßiger Ziegelbau mit traditionellem, hellem Verputz. Die Hauptfront blickt auf den zum Hofburg-Ensemble gehörigen ehemaligen Kaisergarten, bis 1918 Privatgarten des kaiserlichen Hofes. Die hohen Säulen am steinernen Eingangsportal in der Goethegasse 3 tragen einen Balkon im zweiten Stock, der „Beletage“. Das Palais weist an der Hauptfront elf, zur Ringstraße neun Fensterachsen auf; an den anderen beiden Seiten ist es an Nachbargebäude gekoppelt. An der Front zur Ringstraße befinden sich Geschäftslokale. An der Ecke Goethegasse / Ringstraße wurde zwischen dem Palais und dem heutigen Burggarten im Jahr 1900 ein repräsentatives Goethedenkmal enthüllt.
In den 1980er Jahren wurde die Fernsehserie Ringstraßenpalais teilweise im und am Palais gedreht.